# Dorsa Smirnov
Die Dorsa Smirnov ist eine ungefähr 220 km lange Gruppe von Dorsa auf dem Erdmond. Sie wurde 1976 nach dem sowjetischen Geowissenschaftler Sergei Sergejewitsch Smirnow benannt.
Es ist nicht ganz klar, wie weit die Struktur sich nach Norden erstreckt. Die ungefähre Mitte wird durch den kleinen Krater Very bezeichnet. Am südlichen Ende verschwindet der Höhenzug fast ganz in der Mare-Ebene, bevor er sich im Dorsum Lister fortsetzt. Das nördliche Ende ist spätestens am Krater Posidonius Y, wo die Höhenzüge sich gabeln.
Johann Hieronymus Schroeter bezeichnete eine ausgedehnte Struktur, die sich aus Dorsum Nicol, Dorsum Lister, Dorsa Smirnov und einem nicht benannten Höhenrücken, der von Posidonius Y nach Nordosten verläuft und bei Posidonius F endet, als „Ader“ und „wahres, schlangenförmig fortlaufendes, flach gebauetes, niedriges Gebirge“.
Dieser Schroeterschen Bezeichnung entsprechend erscheint die Struktur in der englischen Literatur mit der inoffiziellen Bezeichnung Serpentine Ridge.